# دانشگاه هیولاها
دانشگاه هیولاها (به انگلیسی: Monsters University) نام فیلم پویانمایی و سه‌بعدی می‌باشد که پیش‌درآمد شرکت هیولاها است. این فیلم توسط استودیوی پویانمایی پیکسار تولید و توسط والت دیزنی توزیع شد. داستان فیلم قبل از داستان فیلم نخست یعنی شرکت هیولاها اتفاق می‌افتد.
این فیلم در تاریخ ۲۱ ژوئن ۲۰۱۳ به نمایش درآمد.

## پیشرفت
ساخت قسمت دوم این فیلم به‌طور رسمی در سال ۲۰۱۰ تأیید شد. قرار بود این فیلم در ۱۶ نوامبر ۲۰۱۲ منتشر شود، ولی برای این که نشان دهند این فیلم برای کنار زدن قسمت جدید گرگ‌ومیش ساخته نمی‌شود، تاریخ انتشار آن به ۲ نوامبر ۲۰۱۲ تغییر کرد.
در آوریل ۲۰۱۱ اعلام شد که این فیلم در ۲۱ ژوئن ۲۰۱۳ منتشر خواهد شد.

## داستان
هیولای جوانی به نام مایکل «مایک» وازوسکی آرزو دارد ترساننده شود (هیولایی که شبانه وارد دنیای انسان‌ها شود و بچه‌ها را بترساند تا با جیغشان انرژی تأمین شود) وقتی او بزرگ می‌شود به دیدن کارخانه هیولاها (پرسودترین و شناخته شده‌ترین کمپانی ترساندن شهر هیولاها) در اردوی مدرسه می‌رود. ۱۱ سال بعد مایک شاگرد اول ترساندن سال اول در دانشگاه هیولاها می‌شود و با هیولایی بزرگ، آبی و پشمالو به‌نام جیمز پی. «سالی» سالیوان آشنا می‌شود.
مایک به شدت درس می‌خواند در حالیکه «سالی» ممتاز (او از خانواده‌ای بااستعداد در ترساندن آمده) با تنبلی بر توانایی‌های طبیعی‌اش در ترساندن اتکا می‌کند. بعد از گذشت نیم سال، مایک و سالی تصمیم می‌گیرند به انجمن برادری بپیوندند اما فقط سالی موفق می‌شود. در امتحانات پایانی نیم سال، دین ابیگیل هر دو را می‌اندازد. او بیان می‌کند سالی به اندازهٔ کافی درس نمی‌خواند و مایک هم اصلاً ترسناک نیست. بدین ترتیب سالی از انجمن برادری هم بیرون انداخته می‌شود. مایک تصمیم می‌گیرد با شرکت در مسابقات ترساندن خودش را اثبات کند. پس به «اوزما کاپا» می‌پیوندد. (تنها انجمن برادری که برایش مهیا است) اما آن‌ها مایک را نمی‌پذیرند چون به یک عضو دیگر هم نیاز دارند. از آنجا که این مسابقه تنها بلیت برگشت مایک برای برگشت به برنامهٔ ترساندن است، سالی هم به او می‌پیوندد.
تیم «اوزما کاپا» در اولین رقابت آخر می‌شود و به آستانهٔ حذف‌شدن می‌رسد. اما به‌طور معجزه آسایی تیمی دیگر به‌دلیل خشونت و تخطی از قوانین مسابقه، ردصلاحیت می‌شود و تیم «اوزما کاپا» بالا می‌رود. این تیم با موفقیت در رقابت‌ها پیش می‌رود. آن‌ها به مهمانی «رور امگا رور» می‌روند اما وقتی سایر رقبا به آن‌ها توهین می‌کنند. مایک مخفیانه هم تیمی‌هایش را به کارخانه هیولاها می‌برد تا با نشان دادن ترساننده‌ها به هم تیمی‌هایش، انرژی و روحیه ایشان را برگرداند. اما سالی هنوز شک دارد که مایک قادر است ترساننده خوبی شود. در دور نهایی، آن‌ها خیلی به پیروزی نزدیک هستند و فقط مایک باید به خوبی در یک شبیه‌ساز از عهدهٔ ترساندن عروسک دستگاه برآید. او موفق می‌شود و جام به ایشان می‌رسد. بعد از مراسم قهرمانی مایک متوجه می‌شود سالی دستگاه‌ها را دستکاری کرده تا امتیاز مایک بالا رود. از آنجایی که مایک فکر می‌کند خودش بدون تقلب هم صلاحیت ترساننده شدن را دارد، در آزمایشگاه مدرسه را می‌شکند و وارد دنیای انسان‌ها می‌شود. اما این در به یک اردوی تابستانی باز می‌شود و او نمی‌تواند یک گروه بچه را بترساند.
با بازگشت به دانشگاه، تیم «رور امگا رور» به سالی پیشنهاد می‌دهد تا به عضویت تیم‌شان درآید. اما او نمی‌پذیرد و به ابیگیل اعتراف می‌کند که تقلب کرده بوده. با فهمیدن ماجرای مایک، سالی وارد همان در می‌شود تا مایک را بیابد. بعد از پیدا کردن و آشتی با او، سعی می‌کنند برگردند اما در دنیای انسان‌ها گیر افتاده‌اند. چون خانم ابیگیل این در را غیرفعال کرده تا مقام‌های بالاتر برسند. در این حال انسان‌های بزرگ و بالغ به تعقیب مایک و سالی افتاده‌اند. مایک می‌فهمد تنها راه برگشت به دنیای هیولاها، ترساندن دسته جمعی انسان‌ها است تا با انرژی حاصله در از سمت خودشان فعال شود. پس با کمک هم، سالی و مایک انسان‌های بالغ را می‌ترسانند و مقدار زیادی انرژی جیغ فراهم کرده و به آزمایشگاه برمیگردند.
این کار باعث اخراج شدنشان از دانشگاه می‌شود. اما سایر اعضای تیم «اوزما کاپا» برای برنامهٔ ترساندن ترم بعد قبول می‌شوند چون خانم ابیگیل تحت تأثیر اجرایشان در بازی‌ها قرار گرفته. آن‌ها خداحافظی می‌کنند و خانم ابیگیل به مایک و سالی می‌گوید آن‌ها اولین کسانی هستند که او را متعجب کردند و برایشان آرزوی موفقیت می‌کند. مایک و سالی شروع به کار در اتاق بایگانی کارخانهٔ هیولاها به مدیریت «ابومینیبل اسنومن» می‌کنند. با پیشرفت در کارشان کم‌کم به عضویت تیم ترساننده در می‌آیند و بقیهٔ قضایا در انیمیشن «کارخانه هیولاها» اتفاق می‌افتد.

## گویندگان فارسی
دوبله انجمن گویندگان جوان / تهران دابشو: 
| صدا پیشه       | شخصیت         |
| -------------- | ------------- |
| هومن خیاط      | سالیوان       |
| محمد معتضدی    | مایک وزافسکی  |
| آرزو آفری      | مدیر دانشگاه  |
| وحید آذری      | رندال         |
| امین صفردوست   | آرت           |
| کیوان عسگری    | دون کارلتون   |
| کسری نیک آذر   | اسکوشی        |
| محبوبه نریمیسا | شری           |
| وحید آفرین     | تد            |
| امیرحسین صفائی | طد            |
| محمد هدایتی    | جانی          |
| محسن پرتوی     | استاد دانشگاه |
| ثمین مظفری     |               |
| مهرداد رئیسی   |               |
| شادی هاشملو    |               |
| سارا باقرزاده  |               |
| سعیده تهرانی   |               |